# Équipe du Maroc féminine de football à la Coupe du monde 2023
L'équipe du Maroc féminine de football participe à la coupe du monde de 2023 organisée en Australie et en Nouvelle-Zélande du 20 juillet 2023 au 20 août 2023.
En prenant la deuxième place de la Coupe d'Afrique des nations féminine de football 2022 les Marocaines se qualifient pour la première fois de leur histoire pour une phase finale de Coupe du monde. Le tirage au sort les placent dans le groupe H pour le premier tour en compagnie de l'Allemagne, la Corée du Sud et la Colombie. Avec deux victoires et une défaite, le Maroc termine à la deuxième place du groupe, éliminant ainsi l'Allemagne et la Corée du Sud, et se qualifie pour les huitièmes de finale. Elles sont alors éliminées par la France. 
Emmenées par leur entraîneur Reynald Pedros, les Marocaines réalisent la plus grande performance de leur histoire et assoient un peu plus, par l'engouement populaire provoqué par leur parcours, le développement de la pratique féminine du football dans leur pays.

## Préparation de l'événement

### Contexte
L'équipe du Maroc féminine de football aborde la Coupe du monde 2023 à la suite de la CAN 2022 au cours de laquelle elle réalise plusieurs records. Les Marocaines parviennent dans un premier temps à franchir le premier tour de la compétition pour la première fois et dans un second temps, elles réussissent à atteindre la finale de celle-ci.

### Qualification
Le Maroc ne passe pas par la phase des qualifications puisqu'il est désigné comme pays hôte de la compétition.
L'équipe du Maroc est placée dans le groupe A avec comme adversaires le Burkina Faso, l'Ouganda et le Sénégal. Elle remporte ses trois matchs de poule.